# BUS:STOP Krumbach

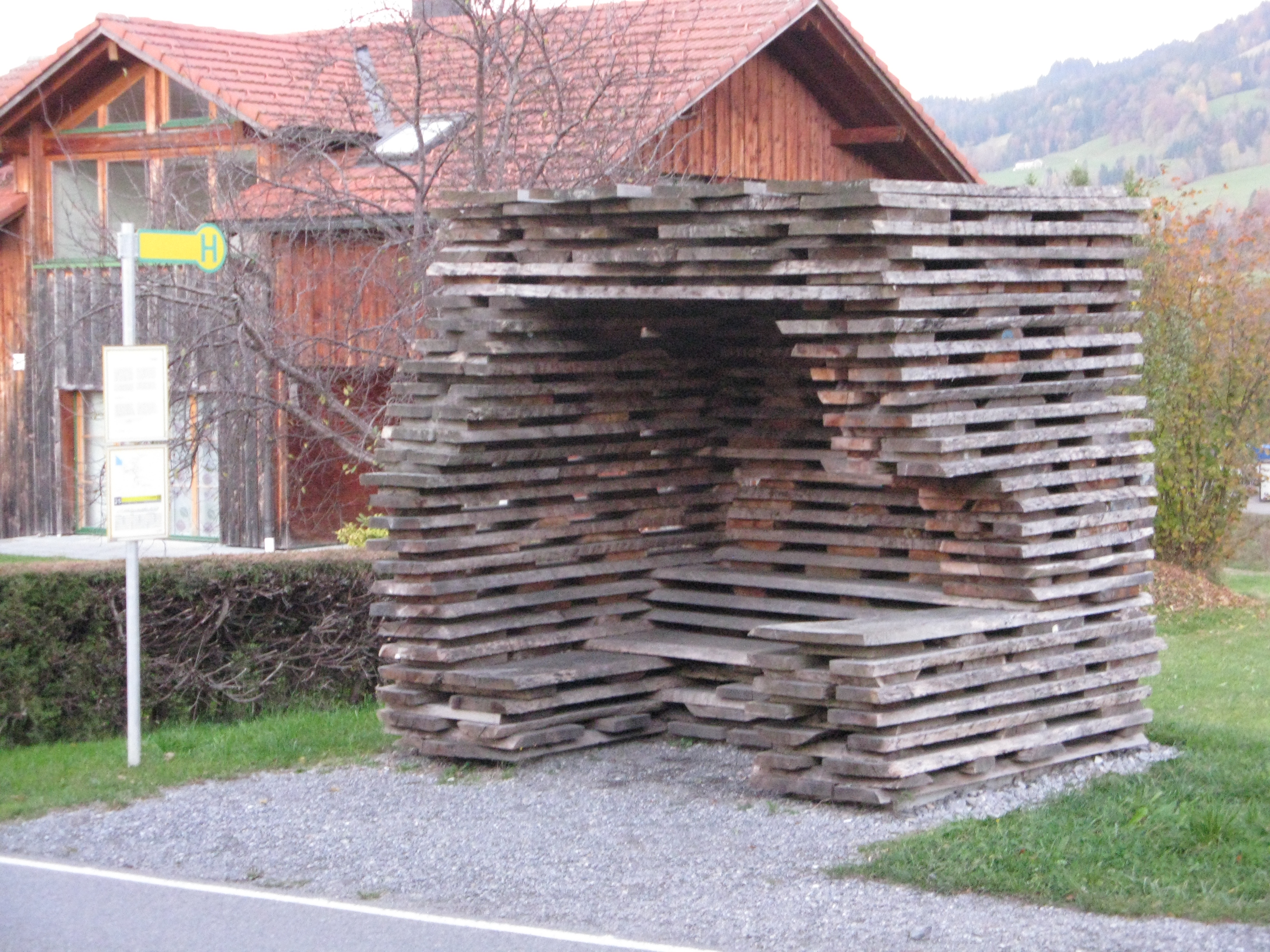
BUS:STOP 2 in Unterkrumbach Nord door Antón García-Abril (Ensamble Studio)

De BUS:STOP Krumbach is een bouwproject van zeven bushaltes in Krumbach in het Bregenzerwald in Vorarlberg (Oostenrijk).

## Geschiedenis
Toen er in 2010 de discussie op gang kwam dat de bushaltes van Krumbach moesten worden herbouwd, besloot de gemeente Krumbach om internationale architecten voor deze onderneming te winnen. De directeur van het Architekturzentrum Wien, Dietmar Steiner, koos uit zeven architecten die uitzonderlijke bushaltes mochten designen. De bushaltes werden vervolgens vervaardigd en geïnstalleerd door lokale architecten, lokale ambachtslieden en de inwoners van Krumbach.

## Prijzen

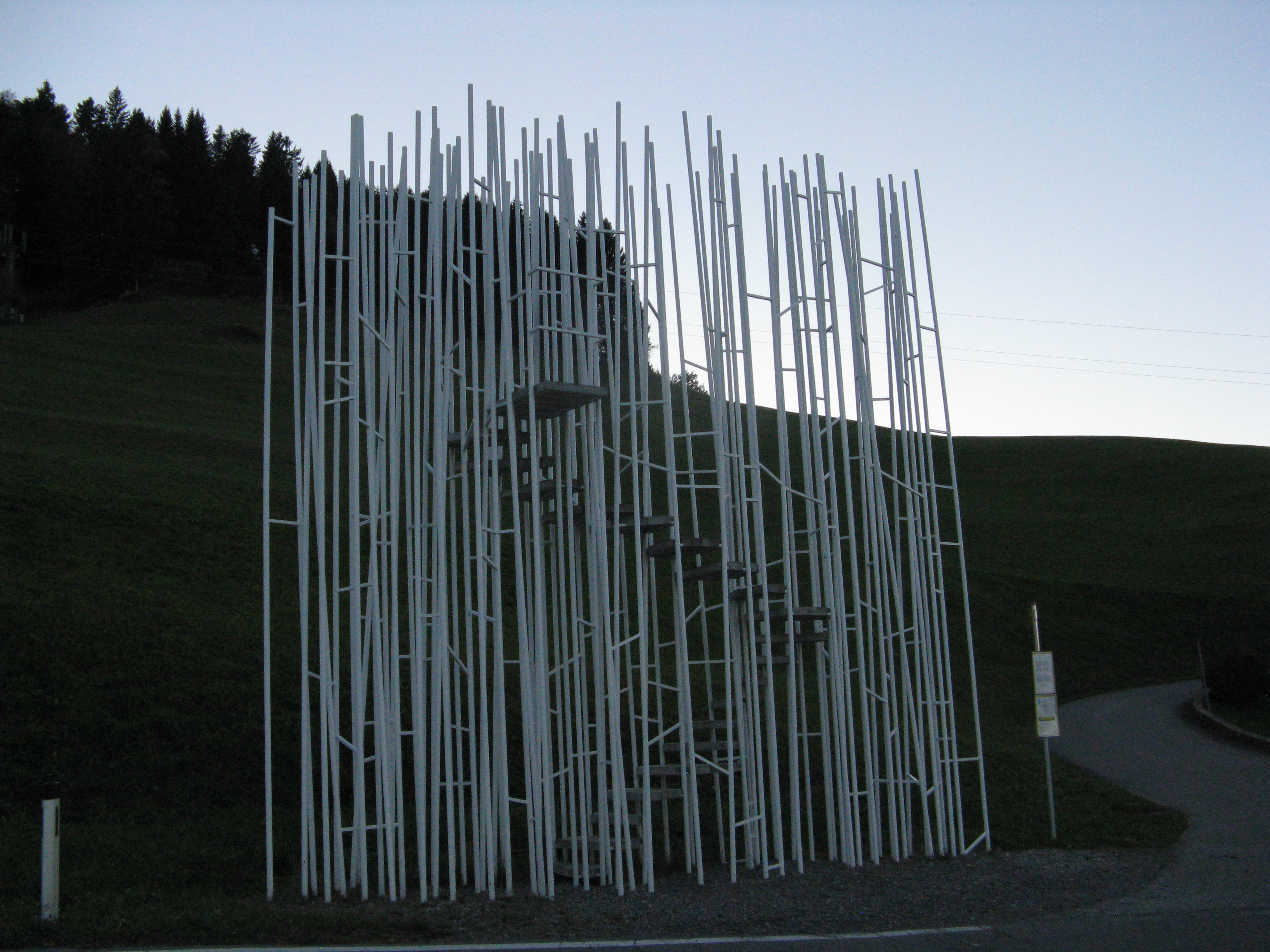
BUS:STOP 7 in Bränden door Sou Fujimoto

Het BUS:STOP Krumbach-project heeft verschillende prijzen gewonnen, waaronder de Oostenrijkse staatsprijs voor architectuur, de Oostenrijkse staatsprijs voor communicatie en public relations, de Adwin 2015, het icoon van de internationale iconische prijs en de innovatieprijs als 'klant van de architect van het jaar 2014' en de prijs van Vorarlberg Tourismus 2014.

## Lijst van bushaltes
| Aantal | Voorwerp                    | Architect                                                  | Partner architect                            | Statica                      | ambachtslieden | Hoofdsponsor                    | Omschrijving |
| ------ | --------------------------- | ---------------------------------------------------------- | -------------------------------------------- | ---------------------------- | --- | ------------------------------- | --- |
| 1      | Bushalte Krumbach-Zwing     | Smiljan Radic (Chili)                                      | Bernardo Bader                               | Mader Flatz (Bregenz)        | Felder Metall (Andelsbuch), Holzwerkstatt Markus Faißt (Hittisau), Oberhauser & Schedler Bau (Andelsbuch), Spenglerei Manfred Baldauf (Doren)                                     | Morscher Bau (Mellau)           | De inspiratie voor dit ontwerp is afkomstig uit het traditionele Bregenzerwälder ambacht. De bushalte is een verwijzing naar de vakwerkhuizen in de Bregenzerwald. Bij de bushalte wordt een deel van de kamer uitgeknipt en in het landschap geplaatst. Het bushokje is een glazen paviljoen met een zwart betonnen plafond. Er zijn twee houten stoelen in boerderijstijl als zitplaatsen.                                 |
| 2      | Bushalte Unterkrumbach Nord | Ensamble Studio, Antón García-Abril / Débora Mesa (Spanje) | Dietrich / Untertrifaller Architekten        | Mader Flatz (Bregenz)        | Zimmerei Gerhard Berchtold (Schwarzenberg) | Hypo Vorarlberg                 | Voor deze bushalte werden ruwe en onbehandelde eiken planken gestapeld. De gelaagdheid van de planken zorgt ervoor dat de ruimte zowel open als gesloten is. |
| 3      | Bushalte Unterkrumbach Süd  | Architecten De Vylder Vinck Taillieu (België)              | Thomas Mennel ( MeMux Schwarzenberg)         | gbd (Dornbirn)               | Waldmetall Dietmar Bechter (Hittisau), Haller Bau (Sulzberg), Malerei Raid (Krumbach)                                                                                             | EHG Stahl Metall (Dornbirn)     | De bushalte werd gecreëerd door de indruk van het 'overwinnen' van bergpassen met auto's. Volgens de architecten vertegenwoordigt de driehoekige metalen constructie de poëtische handeling van het vouwen van driehoekige oppervlakken. |
| 4      | Bushalte Krumbach-Glatzegg  | Wang Shu / Lu Wenyu – Amateur Architecture Studio (China)  | Hermann Kaufmann (Schwarzach)                | Merz Kley Partner (Dornbirn) | Kaufmann Zimmerei (Reuthe), Haller Bau (Sulzberg), Spenglerei Manfred Baldauf (Doren)                                                                                             | Sutterlüty (Egg)                | De architecten waren geïnteresseerd in een halte met zicht in beide richtingen. Om deze reden was het effect van een "camera obscura" – een kegelvormige ruimte – gepland. Ze wilden het accent leggen op het landschap bereiken in plaats van het object zelf. |
| 5      | Bushalte Krumbach-Kressbad  | Rintala Eggertsson Architects (Noorwegen)                  | Baumschlager Hutter Partners                 | Mader Flatz (Bregenz)        | Tischlerei Steurer mit Krumbacher Handwerkern, Schindeln Peter Lässer (Lingenau), Malerei Raid (Krumbach), Musikverein Krumbach, Offroader Krumbach                               | I + R Schertler Bau (Lauterach) | De bushalte bevindt zich naast een tennisbaan. Hierdoor kon het team van architecten een extra sociaal aanbod toevoegen aan het bushokje: een kleine tribune voor de tennisbaan. De ambitie van de architecten was om 'noodzaak' en 'mogelijkheid' te combineren. |
| 6      | Bushalte Oberkrumbach       | Alexander Brodsky (Rusland)                                | Hugo Dworzak (Architekturwerkstatt Lustenau) | Merz Kley Partner (Dornbirn) | Zimmerei Gerhard Bilgeri (Riefensberg), Spenglerei Manfred Baldauf (Doren), Oberhauser & Schedler Bau (Andelsbuch), Malerei Raid (Krumbach), Raum in Vorm Raimund Fink (Krumbach) | Rhomberg Gruppe (Bregenz)       | Deze bushalte bevindt zich samen met een woonhuis op één perceel. Vanwege de beperkte ruimte heeft de architect een eenvoudige houten toren neergezet. Het is aan alle kanten open, met drie zijden ervan geglazuurd. Op het niveau van de eerste verdieping zijn er kleine raamachtige openingen zonder beglazing. |
| 7      | Bushalte Krumbach-Bränden   | Sou Fujimoto (Japan)                                       | Bechter Zaffignani Architekten (Bregenz)     | gbd (Dornbirn)               | Eberle Metall Exclusiv (Hittisau), Malerei Raid (Krumbach), Zimmerei Gerhard Berchtold (Schwarzenberg), Haller Bau (Sulzberg)                                                     | Illwerke / VKW-Gruppe (Bregenz) | De architect Sou Fujimoto probeert bij deze bushalte om natuur en architectuur te verenigen. De bushalte is ontworpen om de dialoog met de natuur te bevorderen en niet om ertegen bescherming te bieden. De bushalte bestaat uit wit gelakte dunne stalen staven. Binnen deze open sculptuur slingert een trap omhoog. De bedoeling is om een nieuwe dimensie van perceptie van plaats, ruimte en natuur mogelijk te maken. |